# Johannes Vahrmeijer
Johannes Vahrmeijer (* 25. Oktober 1942 in Zoeterwoude; † 17. Juli 2021 in Bela-Bela, Limpopo), manchmal auch als Hans Vahrmeijer zitiert, war ein niederländisch-südafrikanischer Wirtschaftsbotaniker.

## Leben
Vahrmeijer wanderte 1950 mit seinen Eltern nach Südafrika aus, wo sich die Familie in Pretoria niederließ. Er besuchte zunächst die Schule in Hartbeespoort und anschließend die Brits Hoërskool. Ab 1960 studierte er an der Potchefstroom University for Christian Higher Education, wo er 1963 zum Bachelor of Science graduierte. 1969 erlangte er mit der Arbeit Ekologiese studie van gifblaar Dichapetalum cymosum (Hook) Engl. in die Pretoria omgewing den Master of Science. 1964 trat er in den Dienst des South African National Biodiversity Institutes in Pretoria, wo er hauptsächlich in der Abteilung für Ökonomische Botanik tätig war und sein besonderes Augenmerk auf Giftpflanzen sowie Pflanzen legte.
Vahrmeijer unternahm Sammelexpeditionen im Transvaal, im Zululand, zum Caprivizipfel, ins Kaokoveld, nach Ovamboland, Botswana und Mosambik. Seine Sammlung mit etwa 2700 Herbarbelegen befindet sich im National Herbarium in Pretoria. Einzelbelege kamen durch Hans-Joachim Schlieben an das Herbarium des Staatlichen Museums für Naturkunde Stuttgart.
1981 veröffentlichte Vahrmeijer die Monografie Gifplante van Suider-Afrika wat veeverliese veroorsaak. 2010 wirkte er am Buch Bushveld: Ecology and Management mit.
Vahrmejer starb im Juli 2021 an einem Multiplen Myelom.

## Dedikationsnamen
Nach Johannes Vahrmeijer sind die Sukkulente Ceropegia vahrmeijeri (R. A. Dyer) Bruyns aus der Familie der Hundsgiftgewächse sowie Thesium vahrmeijeri Brenan aus der Familie der Sandelholzgewächse benannt.